# Allan Blakeney
Allan Emrys Blakeney (7 de setembro de 1925 - 16 de abril de 2011) foi um político canadense que foi o décimo Premier da província de Saskatchewan, ocupando o cargo entre os anos de 1971 e 1982. Também foi líder do Saskatchewan New Democratic Party. Faleceu em abril de 2011, em sua casa em Saskatoon, devido a complicações de um câncer.